# Delépine-Aldehydoxidation
Die Delépine-Aldehydoxidation, benannt nach dem französischen Chemiker Marcel Delépine, ist eine Namensreaktion aus dem Bereich der  organischen Chemie und wurde 1909 erstmals beschrieben. 
Die Delépine-Aldehydoxidation beschreibt die Oxidation eines Aldehyds zur Carbonsäure unter Silber(I)-oxid-Katalyse:
Oft wird die Carbonsäure in einer Ausbeute von etwa 90 % erhalten. Als Oxidationsmittel dient molekularer Sauerstoff (O2) oder Wasserstoffperoxid (H2O2). 

## Weiterführende Literatur
- Debashis Chakraborty, Ravikumar R. Gowda, Payal Malik: Silver nitrate-catalyzed oxidation of aldehydes to carboxylic acids by H2O2. In: Tetrahedron Letters. 50, 2009, S. 6553–6556, doi:10.1016/j.tetlet.2009.09.044.
- Qingyong Tian, Daxin Shi, Yaowu Sha: CuO and Ag2O/CuO Catalyzed Oxidation of Aldehydes to the Corresponding Carboxylic Acids by Molecular Oxygen In: Molecules. 13, 2008, S. 948–957, doi:10.3390/molecules13040948.